# ヤコポーネ・ダ・トーディ

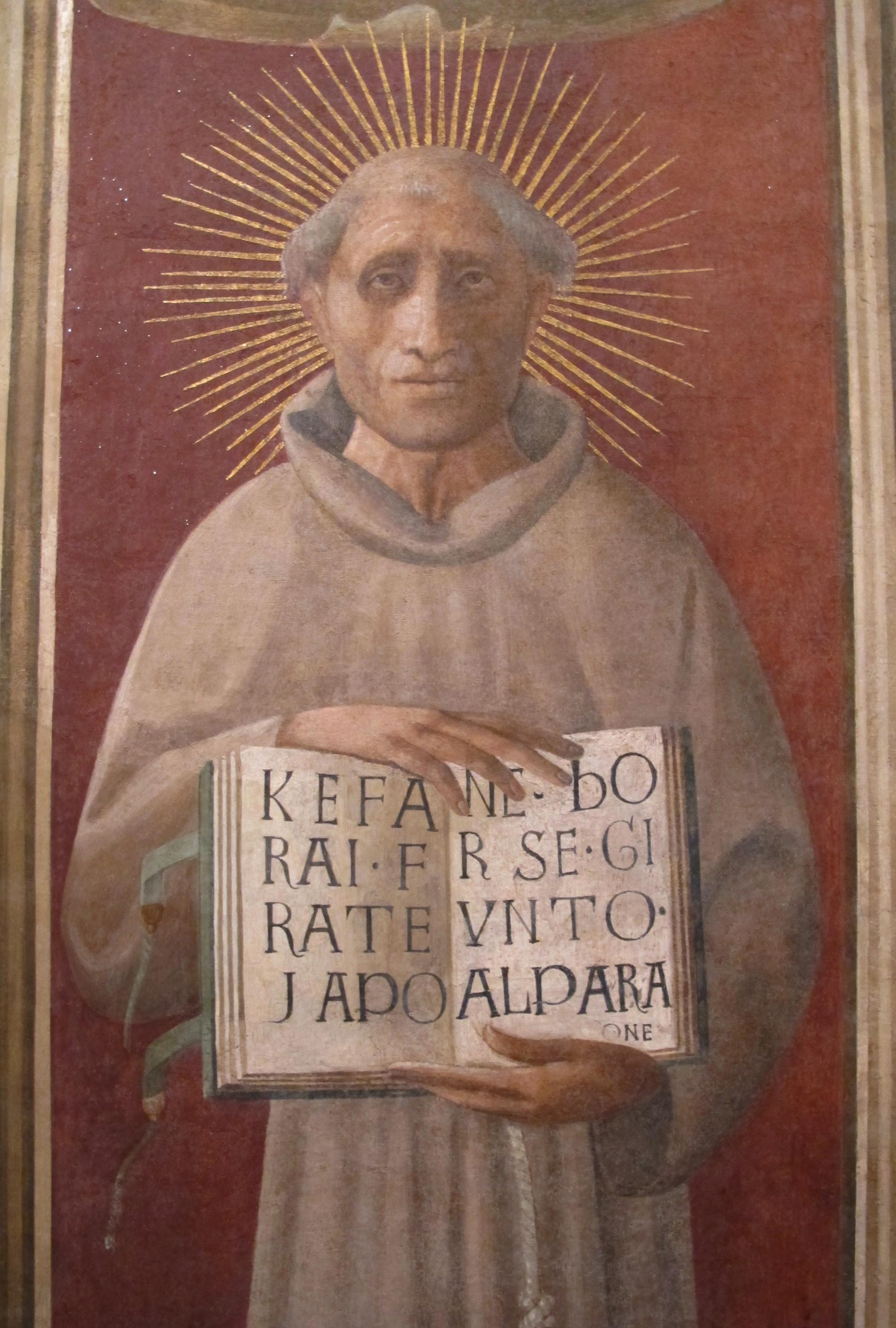
パオロ・ウッチェロによるダ・トーディの肖像（プラート大聖堂）

ヤコポーネ・ダ・トーディ（伊：Ja'copone da Todi、ラテン語：Jacobus de Benedictis、1230年 - 1306年12月25日）は、イタリアの宗教詩人。

## 生涯
ウンブリア地方の町トーディの古い家柄に生まれ、ボローニャ大学で法学を修めた後、トーディで公証人となっていたらしい。言い伝えによると1266年頃の妻の事故死をきっかけにして世を捨てディシプリナーティと呼ばれる宗教団体に入り苦行に熱中する。約10年後にフランシスコ会の正規の修道士となるが、まもなく「精神派」と呼ばれる会の過激派に属し、政治運動に身を捧げる。教皇ケレスティヌス5世とボニファティウス8世を諷刺した詩"Satiro"のために1298年には破門され教皇が亡くなる1303年まで投獄されている。トーディに近いコラッツォーネで余生を過ごし、その地で没する。
修道士としての勤めのかたわら叙情詩をつくり、多くの聖歌を残し、そのうちラテン語による"悲しみの聖母 Stabat mater"は特に有名である。

## 作品と評価
ヤコポーネの100篇をこえる「讃歌 Laude」は、19世紀には神への愛に酔う狂気の詩人というロマン主義的な解釈で描かれることが多かった。20世紀に入るとより客観的な立場から見直され、ダンテ以前の優れた神秘詩人としての像が定着する。
イタリアの評論家デ・サンクティスは、芸術性を問題とせず、庶民の話し方を好んでまねるその作風を高く評価し、純粋で素朴な民衆の詩心をあらわしたものと考える。
ヤコポーネの傑作「スターバト・マーテル」は聖歌の詞として、アヴェ・マリス・ステラやサルヴェ・レジーナと並ぶ地位を確立している。